# 小行星9708
小行星9708（9708 Gouka）是一颗绕太阳运转的小行星，为主小行星带小行星。该小行星于1977年10月16日发现。

## 轨道参数
小行星9708的轨道半长轴为2.6032923 UA，离心率为0.175。